# ۵۳دبلیو۵۳
۵۳دبلیو۵۳ یک آسمان‌خراش واقع در منهتن، ایالات متحده آمریکا می‌باشد. تعداد طبقاتش ۷۷ است. و با ارتفاع ۱٬۰۵۰ فوت (۳۲۰ متر) یازدهمین ساختمان بلند نیویورک است.